# Отрешково (станция)
Отрешково — станция однопутной тепловозной железной дороги Курск — Воронеж, расположена в 23 км от Курска рядом с селом Отрешково Курского района Курской области. Станция относится к Орловско-Курскому региону Московской железной дороги. На станции находится база запаса (хранилище списанного подвижного состава). Вокзал одноэтажный, сложен из белого кирпича. Здание вокзала покрашено в красный цвет.

## Пригородное сообщение
Пригородное сообщение осуществляется по направлениям:
- Курск — Касторное
- Курск — Колпны
- Курск — Ливны

## Поезда дальнего следования
По состоянию на 2022 год на станции Отрешково поезда дальнего следования не останавливаются.